# Cantón de Offranville
El cantón de Offranville era una división administrativa francesa, que estaba situada en el departamento de Sena Marítimo y la región de Alta Normandía.

## Composición
El cantón estaba formado por dieciocho comunas:
- Ambrumesnil
- Arques-la-Bataille
- Aubermesnil-Beaumais
- Colmesnil-Manneville
- Hautot-sur-Mer
- Le Bourg-Dun
- Longueil
- Martigny
- Offranville
- Ouville-la-Rivière
- Quiberville
- Rouxmesnil-Bouteilles
- Saint-Aubin-sur-Scie
- Saint-Denis-d'Aclon
- Sainte-Marguerite-sur-Mer
- Sauqueville
- Tourville-sur-Arques
- Varengeville-sur-Mer

## Supresión del cantón de Offranville
En aplicación del Decreto nº 2014-266 de 27 de febrero de 2014, el cantón de Offranville fue suprimido el 22 de marzo de 2015 y sus 18 comunas pasaron a formar parte; dieciséis del nuevo cantón de Dieppe-2, una del nuevo cantón de Dieppe-1 y una del nuevo cantón de Saint-Valery-en-Caux.